# جو درینگتون
جو درینگتون (انگلیسی: Joe Dorrington؛ زادهٔ تاریخ ورودی نامعتبر است) بازیکن فوتبال اهل بریتانیا است.
از باشگاه‌هایی که در آن بازی کرده‌است می‌توان به باشگاه فوتبال بلکبرن روورز و باشگاه فوتبال بلکپول اشاره کرد.